# Eleições em Cuba
As eleições em Cuba são realizadas nos níveis municipal, provincial e nacional. Cuba é um Estado de partido único, com o Partido Comunista de Cuba sendo descrito como a "força motriz superior da sociedade e do estado" na Constituição de Cuba, e todos os outros partidos políticos são ilegais. As eleições em Cuba não são consideradas democráticas porque o governo não permite uma votação livre e justa.
Atualmente, existem 605 assentos na Assembleia Nacional do Poder Popular, a legislatura unicameral de Cuba, que deverá diminuir para 474 após as eleições de 2023. Há apenas um candidato para cada assento na Assembleia, sendo todos indicados por comités que são firmemente controlados pelo Partido Comunista. A maioria dos distritos legislativos elege representantes múltiplos para a Assembleia. Os eleitores podem selecionar candidatos individuais no sua boletim de voto, selecionar todos os candidatos ou deixar todas as perguntas em branco, sem a opção de votar contra os candidatos. Nas eleições de 2013, cerca de 80% dos eleitores selecionaram todos os candidatos à Assembleia no seu boletim, enquanto que 4,6% apresentaram uma cédula em branco; nenhum candidato à Assembleia jamais perdeu uma eleição na história cubana.
A Assembleia Nacional só se reúne duas vezes por ano, com o Conselho de Estado a exercer a autoridade legislativa durante o resto do ano. Os 31 membros do Conselho de Estado são eleitos pela Assembleia, e um estudo de 2021 determinou que a maioria dos membros do Conselho poderiam ter sido derrotados se fossem eleitos pelo povo.
Fidel Castro foi o primeiro secretário do Partido Comunista de Cuba (PCC) de 1961 a 2011, e esteve no poder primeiro como primeiro-ministro e depois como presidente, de 1959 a 2008. O irmão de Castro, Raúl Castro, foi designado sucessor de Fidel no 5º congresso do Partido Comunista em outubro de 1997. Fidel Castro reformou-se oficialmente em 19 de abril de 2011, deixando o seu irmão como o único candidato a primeiro-secretário.

## Operação
De acordo com a constituição, Cuba é uma república socialista onde todos os membros ou órgãos representativos do poder estatal são eleitos e sujeitos a revogação e as massas controlam a atividade das agências estatais, os deputados, delegados e funcionários. As eleições em Cuba têm duas fases:
1. eleição de delegados para a Assembleia Municipal, e
2. eleição dos deputados à Assembleia Nacional.

Os candidatos às assembleias municipais são nomeados individualmente a nível local pela população local nas assembleias de nomeação. Os candidatos à Assembleia Nacional são nomeados pelas assembleias municipais a partir de listas compiladas pelas comissões nacionais e municipais de candidatura. As sugestões para nomeações são feitas em todos os níveis, principalmente por organizações de massa, sindicatos, conselhos populares e federações estudantis. A lista final de candidatos à Assembleia Nacional, um por cada distrito, é elaborada pela Comissão Nacional de Candidatura.
As assembleias provinciais foram eliminadas em 2019, e os governadores provisórios são propostos pelo Presidente de Cuba e aprovados pelas assembleias municipais, não ocorrendo eleições provisórias.
Qualquer pessoa maior de 16 anos que não seja mentalmente incapacitada, presa ou privada dos seus direitos políticos pode votar e ser indicada para esses cargos. Os eleitores consultam as biografias e fotografias dos candidatos postadas em locais públicos. Todas as eleições ocorrem por escrutínio secreto. O sufrágio é concedido aos cidadãos cubanos residentes na ilha há dois anos, com idade superior a dezasseis anos e que não tenham sido condenados por crime.

### Eleições municipais

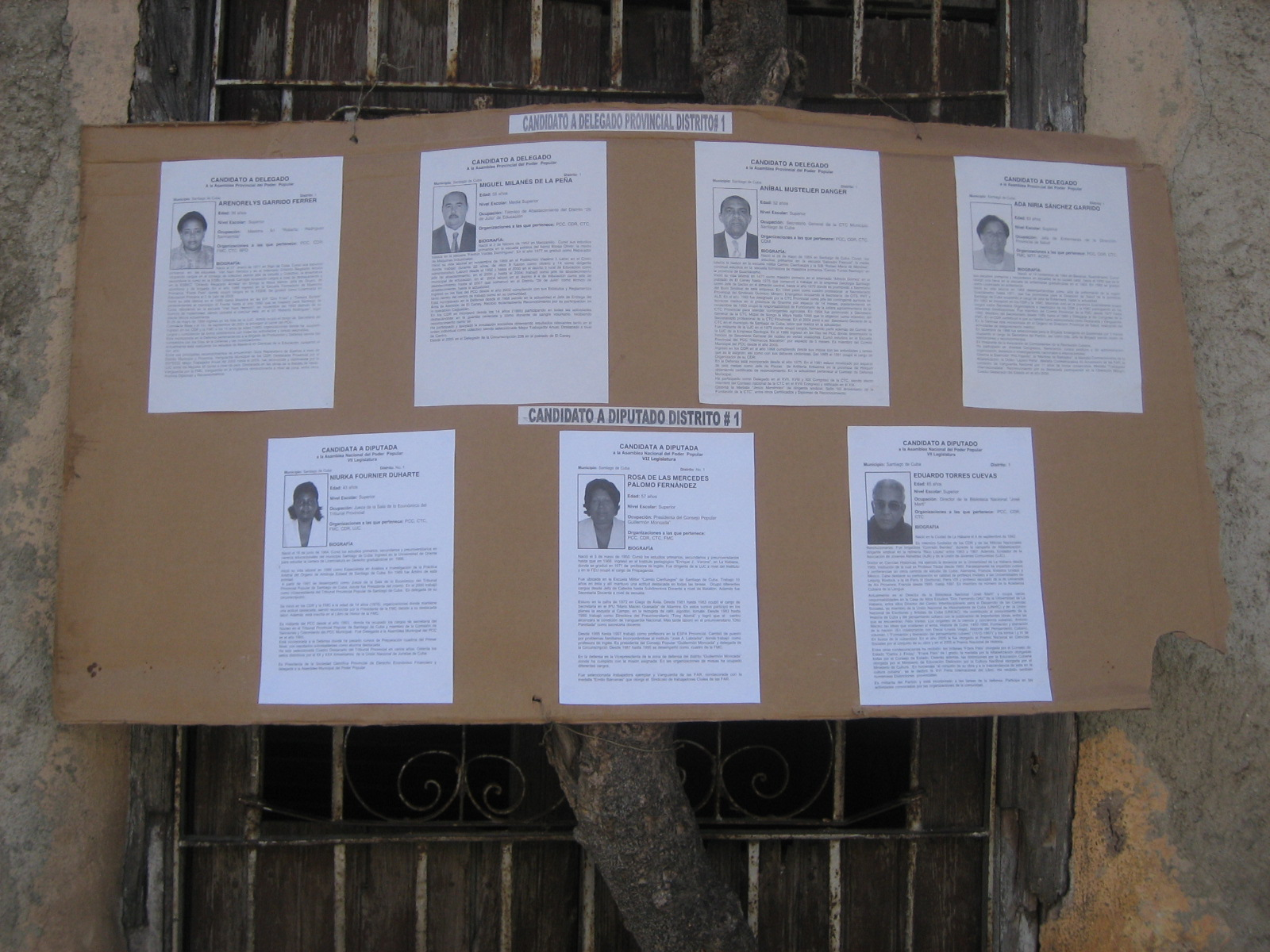
Candidatos das eleições de 2008 dos parlamentos nacional e provincial em Santiago de Cuba

A eleição dos delegados das assembleias municipais envolve a nomeação pelos eleitores nas assembleias de nomeação, a compilação da publicação das biografias dos candidatos, a votação por escrutínio secreto e o recall. Os deputados das assembleias municipais são eleitos de 5 em 5 anos. As eleições legislativas municipais são oficialmente apartidárias.
As assembleias de nomeação são realizadas cerca de um mês antes da eleição em áreas dentro dos distritos eleitorais. Durante as eleições regulares, de 70% a mais de 90% do eleitorado assiste às assembleias de nomeação. Os candidatos municipais devem ter pelo menos 16 anos.
Nas eleições realizadas em 21 de outubro de 2007, a participação foi relatada em 8,1 milhões de eleitores, aproximadamente 95% da população apta a votar, o que foi menor do que a última eleição em 17 de abril de 2005, onde a participação foi de 97%. As eleições foram realizadas em 2010 e 2013.

### Eleições nacionais
A legislatura nacional de Cuba, a Assembleia Nacional do Poder Popular, tem 605 membros com mandatos de cinco anos. Os deputados à Assembleia Nacional representam círculos eleitorais múltiplos (2 a 5 deputados por distrito), com um Deputado por cada 20.000 habitantes.
Os candidatos à Assembleia Nacional são escolhidos por comissões de candidatura presididas por dirigentes sindicais locais e compostas por representantes eleitos de "organizações de massas" que representam trabalhadores, jovens, mulheres, estudantes e agricultores. As comissões de candidatura provinciais e municipais apresentam candidaturas à Comissão Nacional de Candidatura. As comissões municipais de candidatura elaboram listas de candidatos recomendados para cada distrito eleitoral, principalmente apresentam candidaturas para candidatos que também são delegados municipais, e primeiro submetem as suas candidaturas à assembleia municipal que pode aprovar ou substituir as candidaturas. A lista final de candidatos à Assembleia Nacional, uma para cada distrito, é elaborada pela Comissão Nacional de Candidatura, tendo em conta critérios como a popularidade dos candidatos, mérito, patriotismo, valores éticos e “história revolucionária.” Pelo menos metade dos candidatos à Assembleia Nacional selecionados devem ter sido previamente eleitos como delegados a essas assembleias.
Embora haja apenas um candidato por assento, os candidatos ainda precisam de obter o apoio de 50% dos eleitores para serem eleitos. Se um candidato não obtiver 50% dos votos, um novo candidato terá que ser escolhido. No entanto, isso nunca ocorreu.
As eleições para a Assembleia Nacional foram realizadas em 24 de fevereiro de 2008. De acordo com o Ministério dos Negócios Estrangeiros de Cuba, nas eleições de outubro de 2002 para as Comissões de Candidatura que antecederam as eleições para a Assembleia Nacional de janeiro de 2003, "32.585 candidatos foram indicados para as 14.949 cadeiras em outubro de 2001 em assembleias de base nas quais 81,7% dos os eleitores participaram." Até agora, nenhum candidato à Assembleia Nacional deixou de obter 50% dos votos, porque os candidatos apresentados pelas comissões de candidatura costumam receber pelo menos 69,48% de apoio.

## Direito de propostas legislativas
O artigo 88(h) da constituição cubana, adotada em 1976, prevê propostas de lei cidadãs, condição prévia que a proposta seja feita por pelo menos 10.000 cidadãos com direito a voto. Em 2002, os partidários de um movimento conhecido como Projeto Varela apresentaram uma proposta de lei cidadã com 11.000 assinaturas pedindo um referendo nacional sobre reformas políticas e económicas.
A Comissão de Constituição e Assuntos Jurídicos da Assembleia Nacional de Cuba apresentou a iniciativa cidadã do Projeto Varela e respondeu com uma contra-iniciativa, cuja petição recolheu 8,1 milhões de assinaturas, para solicitar que a Assembleia Nacional de Cuba alterasse a Constituição para afirmar "Socialismo e a política e sistema social... são irrevogáveis; e Cuba nunca mais voltará ao capitalismo." Ao mesmo tempo, milhões de cubanos saíram às ruas em apoio ao governo. A BBC informou que alguns cidadãos se sentiram pressionados a assinar a petição do governo. A legislatura nacional reúne-se duas vezes por ano durante uma semana, para aprovar por unanimidade todos os projetos de lei propostos pelo poder executivo. Entre as sessões, o Conselho de Estado e as comissões do NAPP exercem as suas funções legislativas.

## Partidos políticos
O Partido Comunista de Cuba é o partido oficial do Estado e Cuba é um Estado de partido único; o sistema de partido único está consagrado no artigo 5º da Constituição cubana.
Em 1965, o Movimento 26 de Julho, o Partido Socialista Popular e a Direcção Revolucionária 13 de Março foram todos fundidos num único Partido Comunista sob Fidel Castro. Todos os outros partidos políticos foram dissolvidos e banidos. Durante décadas, nenhum candidato da oposição foi autorizado a candidatar-se. Fazer campanha não é permitido nas eleições em Cuba; em vez disso, fotografias e biografias de candidatos são afixadas publicamente. Em 2015, dois candidatos dissidentes (um independente e um membro do proscrito Partido Cuba Independente e Democrática fundado por Huber Matos) concorreram às eleições para um conselho local de Havana, os primeiros candidatos da oposição declarados abertamente a candidatarem-se desde 1959. No entanto, ambos foram derrotados.

## Comentários

### Cientistas políticos
Os cientistas políticos não consideram as eleições em Cuba democráticas. O processo eleitoral é firmemente controlado pelo autoritário regime cubano.
William M. LeoGrande, num artigo escrito para o Projeto de Transição de Cuba no Instituto de Estudos Cubanos e Cubano-Americanos da Universidade de Miami, escreveu sobre a lei eleitoral de 1992: "abertura sem precedentes no debate, não apenas entre os membros do partido, mas também entre toda a população, de modo a fomentar uma maior participação e construir 'o consenso necessário' para a resposta política do governo. . . Eventualmente, cerca de três milhões de pessoas participaram nas discussões pré-Congresso", mas "Quando a nova lei eleitoral foi finalizada... acabou com qualquer esperança de uma abertura significativa para vozes alternativas. A proibição de fazer campanha foi mantida e a nomeação dos candidatos às assembleias provinciais e nacionais foi confiada às Comissões de Candidatura. Através de um elaborado processo de consulta… as Comissões de Candidatura… produziram listas de indicados com apenas um candidato por vaga. Os eleitores só tinham a opção de votar sim ou não. Assim, o processo eleitoral nos níveis provincial e nacional evitou a possibilidade de diferenças políticas implícitas entre os candidatos.”

### Cuba

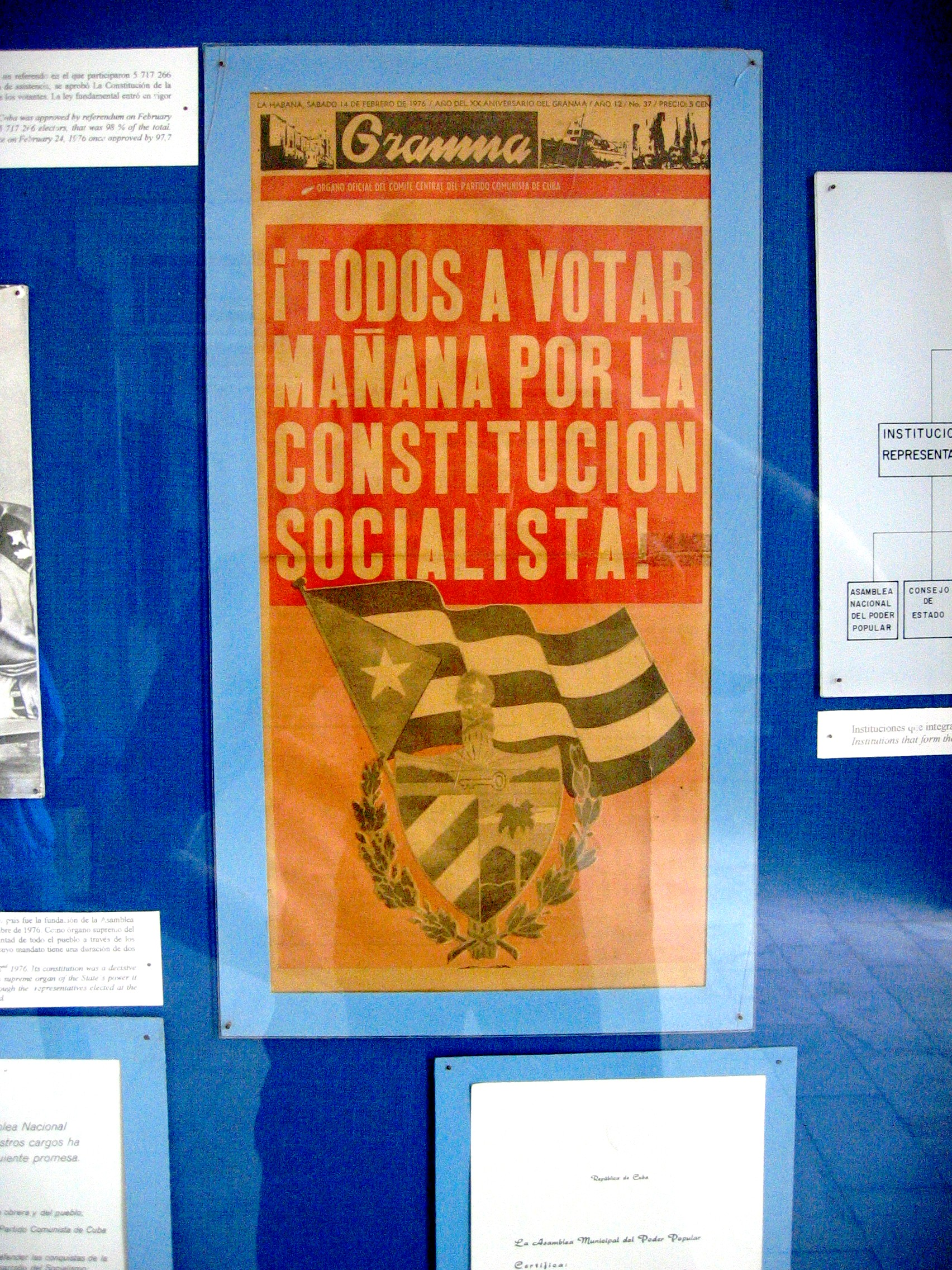
Cartaz apelando aos cidadãos que votem

Fidel Castro fez muitas declarações afirmando que Cuba é uma democracia ou tem características democráticas. Em 1960, Castro fez um discurso na Assembleia Geral referindo-se a Cuba em relação a outras nações latino-americanas: “Estamos a falar de democracia. Se o Governo é popular e democrático, o povo pode ser consultado, como estamos a fazer aqui. O que é mais um exemplo de democracia pura do que reuniões como esta. Se eles não podem convocar tais reuniões, não são democracias”. Castro continuou “Aqueles que querem ver a democracia popular que venham aqui e vejam isso. Podemos falar com a América e o mundo porque falamos em nomes de uma nação inteira”. Nesse discurso de 1960, Castro também criticou muitas democracias liberais latino-americanas, descrevendo-as como uma “pretensão de democracia”, pois, segundo ele, não permitiam tais encontros.
Em 2006, o presidente da Assembleia Nacional de Cuba, Ricardo Alarcón de Quesada, declarou: "Em algum momento, a retórica dos EUA mudou para falar de democracia... Para mim, o ponto de partida é o reconhecimento de que a democracia deve começar com a definição de Péricles – que a sociedade é para o benefício da maioria – e não deve ser imposta de fora.” 
Cuba justifica a existência de apenas um partido político argumentando que o PCC “não é um partido político no sentido tradicional... não é um partido eleitoral; não decide sobre a formação ou composição do governo. Não só é proibido indicar candidatos, mas também estar envolvido em qualquer outra etapa do processo eleitoral... O papel do PCC é de orientação, fiscalização e garantia da democracia participativa”.

### Estados Unidos
Departamento de Estado dos EUA: Relatórios de países sobre práticas de direitos humanos: "Os candidatos a cargos provinciais e nacionais devem ser aprovados antecipadamente por organizações de massa controladas pelo governo. Na prática, um pequeno grupo de líderes, sob a direção do presidente, selecionou os membros dos mais altos órgãos políticos do PC, do Politburo e do Comité Central”.
"Em 2003 houve eleições nacionais nas quais foram aprovados 609 candidatos para disputar os 609 lugares na Assembleia Nacional. O PC foi o único partido político autorizado a participar nas eleições. Uma pequena minoria de candidatos não pertencia formalmente ao PC, mas foram escolhidos através do mesmo processo de seleção controlado pelo governo. O governo saturou os média e usou ministérios governamentais, entidades do PC e organizações de massa para instar os eleitores a dar um “voto unificado” onde marcar um quadrado automaticamente selecionava todos os candidatos no boletim de voto."
"Durante o ano foram eleitos cerca de 15 mil representantes locais para as assembleias municipais. Após o primeiro segundo turno, o governo informou que 96,6% do eleitorado havia votado. Embora a lei permita que os cidadãos não votem, os CDRs muitas vezes pressionaram os moradores do bairro a votar. De acordo com a Comissão Cubana de Direitos Humanos, o governo colocou na lista negra aqueles que não votaram. Embora não seja um requisito formal, na prática a filiação ao PC era um pré-requisito para cargos oficiais de alto nível e progressão profissional."

### União Europeia
Desde 1996, a política oficial da União Europeia em relação a Cuba afirmou um objetivo de "encorajar um processo de transição para uma democracia pluralista por meio de um engajamento construtivo com o governo cubano". Este objetivo é compartilhado por todos os estados-membros. A UE descreve o processo decisório cubano assim: "As eleições para a Assembleia Nacional, onde só podem participar os candidatos aprovados pelas autoridades locais, ocorrem a cada cinco anos. Quando a Assembleia Nacional, que se reúne semestralmente, não está em sessão, o Conselho de Estado, composto por 31 membros, exerce o poder legislativo. O Conselho de Ministros, através da sua comissão executiva de 9 membros, exerce o poder executivo e administrativo. Embora a Constituição preveja um poder judicial independente, subordina-o explicitamente à Assembleia Nacional e ao Conselho de Estado. O envolvimento na tomada de decisões e implementação por meio de atores não políticos foi institucionalizado por meio de organizações nacionais, vinculadas ao Partido Comunista, representando agricultores, grupos juvenis, estudantes, mulheres, trabalhadores industriais, etc."

### Organização dos Estados Americanos
Cuba foi suspensa da Organização dos Estados Americanos (OEA) de 1962 a 2009. A Comissão Interamericana de Direitos Humanos, órgão da OEA, elaborou um relatório em 1997 que detalhava a falta de eleições livres em Cuba, afirmando que isso violava "o direito à participação política previsto no artigo XX da Declaração Americana de Direitos e Deveres do Homem, que afirma textualmente que: "Toda a pessoa dotada de capacidade jurídica tem o direito de participar no governo do seu país, diretamente ou por meio dos seus representantes, e de participar nas eleições populares, que se realizarão por voto secreto, e que devem ser honestas, periódicas e livres”.
"A nomeação de candidatos à eleição para as Assembleias Municipais é feita por assembleias de nomeação, nas quais todos os eleitores têm o direito de propor candidatos. Na prática, porém, essas assembleias distritais costumam ser organizadas pelos Comités de Defesa da Revolução ou pelo Partido Comunista, o que torna pouco provável a escolha de um opositor ao regime.

### Outras organizações
Em 1999, a organização Freedom House, financiada pelo governo dos EUA, iniciou o “Projeto de Democracia Cubana”. O projeto foi criado para apoiar e incentivar jornalistas independentes cubanos, ativistas de direitos humanos, partidos políticos independentes, sindicatos e outras organizações. A Freedom House é a única responsável pelos objetivos e planeamento do projeto e pela sua administração. A Freedom House também deu a Cuba a classificação mais baixa no seu relatório “Liberdade no Mundo 2005” para direitos políticos, e a classificação mais baixa na sua categoria “democracia eleitoral”.
O relatório da Freedom House de 2005 afirma: “Os cubanos não podem mudar o seu governo por meios democráticos. Fidel Castro domina o sistema político, tendo transformado o país num estado de partido único com o Partido Comunista Cubano (PCC) a controlar todas as entidades governamentais do nível nacional ao local. Castro é responsável por todas as nomeações e controla todas as alavancas de poder em Cuba nos seus vários cargos como presidente do Conselho de Ministros, presidente do Conselho de Estado, comandante-chefe das Forças Armadas Revolucionárias (FAR) e primeiro secretário do PCC. Em outubro de 2002, cerca de oito milhões de cubanos votaram em eleições municipais rigidamente controladas. Em 19 de janeiro de 2003, foi realizada uma eleição para a Assembleia Nacional cubana, com apenas 609 candidatos - todos apoiados pelo regime - disputando 609 assentos. Toda a organização política fora do PCC é ilegal. A dissidência política, falada ou escrita, é uma ofensa punível, e aqueles assim punidos frequentemente recebem anos de prisão por infrações aparentemente menores”.
Em 2002, o ex-presidente dos Estados Unidos, Jimmy Carter, falou em Havana com o apoio da Human Rights Watch e representando o Carter Center. Apesar de pedir mudanças democráticas, Carter também enfatizou que não estava usando uma definição americana de “democracia”. explicou que “o termo está inserido na Declaração Universal dos Direitos Humanos, que Cuba assinou em 1948. Baseia-se em algumas premissas simples: todos os cidadãos nascem com o direito de escolher os seus próprios líderes, de definir o seu próprio destino, de falar livremente, de organizar partidos políticos, sindicatos e grupos não governamentais, e ter julgamentos justos e abertos."
O relatório de 2006 da Human Rights Watch afirma: “Cuba continua a ser uma anomalia latino-americana: um governo antidemocrático que reprime quase todas as formas de dissidência política. O presidente Fidel Castro, agora no seu quadragésimo sétimo ano no poder, não mostra vontade de considerar nem mesmo pequenas reformas. Em vez disso, o seu governo continua a impor a conformidade política usando processos criminais, detenções de longo e curto prazo, assédio da multidão, advertências policiais, vigilância, prisões domiciliares, restrições de viagem e demissões por motivos políticos. O resultado final é que são sistematicamente negados aos cubanos direitos básicos de liberdade de expressão, associação, reunião, privacidade, movimento e processo legal equitativo”.
Defensores dos direitos humanos em Cuba da Human Rights First declaram: “Cuba continua a ser o único país do Hemisfério Ocidental a rejeitar a democracia e efetivamente proibir a defesa pacífica dos direitos humanos e das reformas democráticas. A sociedade civil independente em Cuba – incluindo defensores dos direitos humanos, ativistas da democracia e jornalistas e académicos independentes – é alvo de constante perseguição. Os direitos universalmente reconhecidos à liberdade de expressão, associação e reunião são sistematicamente violados pelo Estado e as vítimas praticamente não têm meios de reparação no sistema judicial.”
Os críticos argumentam que quaisquer que sejam os méritos do sistema para eleger a Assembleia Nacional, esse órgão é em si uma fachada para a realidade do governo do PCC em Cuba. A Assembléia reúne-se apenas duas vezes por ano por alguns dias, que é a base dessas crenças. O Conselho de Estado de 31 membros, em teoria eleito pela Assembleia, mas hipoteticamente na prática nomeado pelo PCC, exerce o poder estatal efetivo, e o Politburo do PCC é considerado a autoridade política final. Embora a Assembleia tenha oito comissões permanentes, elas não exercem nenhuma autoridade efetiva sobre a legislação. Durante os  seus plenários semestrais, diz-se que a Assembleia desempenha um papel passivo como audiência para vários oradores do governo. Uma vez apresentadas as propostas legislativas do Conselho de Estado, são sumariamente ratificadas por votação unânime ou quase unânime da Assembleia.

### Figuras políticas
Muitas outras figuras políticas notáveis comentaram sobre Cuba e a democracia. Numa conferência realizada pelo Comité Internacional para a Democracia em Cuba chamada “Rumo à democracia em Cuba”, o ex-líder checo Václav Havel afirmou que “a democracia e a prosperidade em Cuba dependem do apoio aos dissidentes cubanos, quanto melhores forem as chances de uma futura transição pacífica da sociedade cubana à democracia”. Em 2006, o candidato presidencial peruano e bolivariano Ollanta Humala afirmou que “obviamente, de acordo com nossos padrões, Cuba não se qualifica como uma democracia”, mas acrescentou que o Peru “é democrático, democratizamos a pobreza”.